# Estación de Persan - Beaumont
La estación de Persan - Beaumont es una estación ferroviaria francesa situada en la comuna de Persan, cerca de Beaumont-sur-Oise, en el departamento de Valle del Oise, al norte de París. Por ella circulan tanto trenes regionales, como los trenes de cercanías de la  línea H del Transilien.
En el 2002, su media de viajeros diarios se situaba entre 2 500 y 7 500.

## Historia
La estación fue inaugurada en 1846 como parte de la línea Pierrelaye - Creil que forma parte del trazado original de la radial París - Lille. Sin embargo, posteriormente, la apertura de la variante de Chantilly dio lugar a un enlace mucho más directo con el norte de Francia convirtiendo en secundario dicho trazado.
En 1880, se le unió la línea Épinay-Villetaneuse - Le Tréport-Mersde, que como la anterior fue puesta en funcionamiento por la Compañía de los Ferrocarriles del Norte. 
En 1917, se situó en ella un depósito de locomotoras de vapor donde se encargaban de unas treintena de máquinas. Aunque cerrado y sustituido posteriormente por un aparcamiento la estación sigue cumplimiento algunas funciones de mantenimiento en relación con el material rodante. 
En 1944, durante la Segunda Guerra Mundial, un bombardeo destruyó la estación original. Reconstruida en 1955, tuvo que ser nuevamente edificada posteriormente al no considerarse adecuada para su uso.

## Descripción
Situada en el cruce de dos líneas, la estación cuenta con cinco andenes, cuatro centrales y uno lateral y nueve vías, que se completan con más vías de garaje. Los cambios de andén se realizan por pasos subterráneos.
La estación dispone de atención comercial continuada, máquinas expendedoras de billetes e información en tiempo real de los trenes gracias al sistema Infogare. Posee además dos aparcamientos de pago que suman más de 600 plazas. 

## Servicios ferroviarios

### Trenes regionales
Los trenes TER de la SNCF circulan por la estación uniendo París con Picardía a través de las siguientes líneas:
- Línea Beauvais ↔ París.
- Línea Le Tréport ↔ París

### Trenes de cercanías
Sólo los trenes de cercanías de la línea H se detienen en esta estación.